# Mambájao
Mambájao es un municipio de tercera clase (clasificación por nivel de renta) de la provincia de Camiguín (Filipinas). Según el censo de 2020, tiene una población de 41,094 habitantes.
Es la capital de la provincia y ocupa el sector norte de la isla.

## Historia
Siglo XIX
Mambájao se constituyó en municipio en el año 1855.
En 1871, tras la destrucción de Catarmán por una erupción volcánica, quedó como la principal población de la isla. 
Siglo XX
En 1942, el ejército de Japón aterrizó en la población de Mambájao y permaneció hasta 1945, cuando tuvo lugar la batalla de Camiguín.
El 22 de junio de 1957 se convirtió en la capital de la entonces recién creada subprovincia de Camiguín.

## Demografía
| Año  | Habitantes censados |
| ---- | ------------------- |
| 1990 | 25.207              |
| 1995 | 27.770              |
| 2000 | 30.809              |
| 2007 | 35.308              |
| 2010 | 36.435              |
| 2020 | 41.094              |

Fuente: National Statistics Office
Según el censo de 2000, sus 36.809 habitantes estaban distribuidos en 5,978 viviendas.

## División administrativa
Mambájao está dividido en 15 barrios (barangays).
| - Agojo - Anito - Balbagón - Baylao - Benhaan - Bug-ong - Kuguita - Magting | - Naasag - Pandán - Población - Soro-soro - Tagdo - Tupsan - Yumbing |

## Transporte
Mambájao tiene aeropuerto y está comunicada por vía aérea con Cebú. Según información del año 2014, está previsto que se abra línea aérea directa con Manila. Por vía marítima, está comunicada con Cebú, Jagna (Bohol) y Cagayán de Oro.